# روگاچا (سوپوت)
روگاچا (به صربی: Rogača) یک منطقهٔ مسکونی در صربستان است که در Sopot واقع شده‌است. روگاچا ۱٬۰۴۶ نفر جمعیت دارد.